# Проект «Скорпион»
Проект Скорпион — многонациональная программа военной модернизации, которая использует разработку концепций и военные полевые эксперименты для разработки и последующего приобретения новых вооружений. Project Scorpion также тестирует новое военное поведение, такое как эффективные операции, сетецентрические боевые действия и нерегулярные боевые действия, а также военно-гражданские концепции.

## История
Изначально Project Scorpion был концепцией армии США, новым названием для бывшей Intelligent Munitions System (управляемая противотанково-противопехотная система IMS)". Проект был перекрещен в своем новом имени около 2004 года в рамках программы «Боевые системы будущего (FCS)» . Эта программа была отменена в апреле 2009 года секретарем обороны Робертом Гейтсом; части FCS были включены в программу BCT Modernization (Модернизация Команды Боевых Частей Армии США") под управлением «Офиса Армии США по Закупкам, Исследованиям и Разработке».
С самого начала в 2004 году, Министерство обороны США продвигало проект «Скорпион» как средство для обеспечения внутренней военной интероперабельности, то есть облегчения межагентственной оперативной взаимодействия телами военных США, такими как армия, флот, воздушные силы и пограничная охрана. Однако Министерство обороны США также продвигало проект «Скорпион» на международном уровне, как средство для улучшения международной интероперабельности для максимально полной интеграции США с военными союзниками (НАТО). В этом свете проект «Скорпион» легко был принят агентствами по закупкам министерства обороны Франции.
Начиная с 2010 года, кажется, что Соединённые Штаты (DOD) и Франция (в лице департамента DGA) являются ведущими участниками международного коалиционного проекта Scorpion.
Project Scorpion использует часть принципов операционной платформы Системы систем. Такие усилия по военной модернизации являются частью широкой военной концепции RMA. Крупные компании защиты, выступающие в качестве ведущих системных интеграторов для Project Scorpion, включают Northrop Grumman/EADS, Raytheon/Thales and General Dynamics, SAIC, SAGEM, Lockheed Martin Marietta и Boeing. Расходы бюджета на Project Scorpion довольно велики, они колеблются в диапазоне миллиардов долларов (и евро) в различных странах.

## Проект Scorpion как программа многонациональных экспериментов
По сообщениям СМИ, Проект Scorpion предназначен для функциональной совместимости «НАТО». В свете этого французские, немецкие, британские и американские военные описания Проекта Scorpion похожи, используя одни и те же оборонные компании в качестве «ведущих системных интеграторов» для программы. Проект Scorpion является частью программы модернизации Revolution in Military Affairs известной в США как Future Combat Systems (FCS), в Великобритании как Future Rapid Effect System (FRES), в Германии известной как Infanterist der Zukunft (IdZ), а во Франции как FÉLIN, сокращение от Fantassin à Équipments et Liaisons Intégrés.
Все эти программы разрабатываются на основе философии военного концепта Системы систем, где люди, вооружение и «датчики» совместно используются для достижения желаемых военных целей, входящих в широчайшую концепцию под зонтом RMA или «Революцией в военном деле». Ни одно из этих наименований не особо описывает или конкретизирует выходные результаты, неописательные наименования, возможно, являются особенностью деятельности и операций в рамках проекта Скорпион.

## Project Scorpion во Франции
Project Scorpion рассматривается как новый способ практикования закупок военными в Франции, так же, как и противоречивая программа Future Combat Systems от Boeing-SAIC и британская Future Rapid Effects.
Проект Scorpion поддерживает французскую систему боевого обеспечения пехоты FÉLIN. Франция считает Проект Scorpion подготовкой к будущим системам сухопутной войны, предназначенным для создания программы вооружения в поддержку трансформации вооруженных сил. Он должен функционировать как «система контакта для многофункциональных возможностей и информационной сети».
22 февраля 2010 года Франция запустила «фазу исследования» проекта Scorpion под эгидой специального военного комитета по вложениям (Comité ministériel des investissements), состоящий из французского министра обороны, Верховных штабов Франции и военного ведомства по закупкам вооружения (Directorate General for Armaments). Франция представила проект Scorpion как «международный проект».

## Проект Скорпион в США

### Проект Скорпион и разведданные Береговой охраны США
На слушании в Сенате по вопросу подтверждения в мае 2006 года, командант Береговой охраны США Тэд Аллен описал Проект Скорпион как «типичный национальный партнерский проект на уровне сотрудничества с агентствами DHS, DOJ и DOD под руководством Береговой охраны для идентификации, отслеживания и перехвата людей с „особым интересом“, имеющих возможные связи с террористами или их союзниками, перед их прибытием в США морским путем».
Помимо использования в качестве инструмента для «перехвата лиц, считающихся угрозой», адмирал Аллен отметил важность Project Scorpion как части более широкой осведомленности Береговой охраны в морской сфере США (Maritime Domain Awareness) при получении данных о глобальной обстановке, которые могут отражать угрозы и уязвимости портов США.

### Вероятное название Project Scorpion для Развертываемой Операционной Группировки (DOG) Морской Пехоты США
В 2007 году Развертываемая Операционная Группировка (DOG) Морской Пехоты США начала управление единым авторитетом команды для быстрого предоставления Морской Пехоте США , DHS, DoD, DoJ и другим командам операционных агентств адаптивные пакеты сил, собранные из развертываемых специализированных единиц США Морской Пехоты. Междепартаментное Соглашение было подписано между Министерством Военных Операций США (DON) и департаментом Специальных Операций США (SOF), введя Морскую Пехоту США в мир специальных операций и тактического командования. Вероятно, что USCG DOG является реализацией Project Scorpion.

### Проект Scorpion и закупки, исследования и разработки в армии США
Проект Scorpion использовался как операционный инструмент для нравственной войны против людей. Программа была одобрена для квалификационных испытаний весной 2010 года. Директорат анализа выживаемости и убойной силы в Лаборатории исследований армии США высоко оценили и отметили проект как достигнутый «убойный мобильный удар». В «военных действиях против одобренной угрозы» утверждалось, что проект Scorpion был полезен как в городском (мирном) так и в военных доменах.

## Дополнительные материалы

### Проект Скорпион во Франции
- Thales, Nexter, Sagem receive Scorpion armored vehicles technical architecture contract, Defenseworld.net, 26 Nov 2010
- «France sees a Scorpion in its future». original: http://apps.militaryperiscope.com/SpecialReports/ShowReport.aspx?report=413
- France Breaks Acquisition Mold With Scorpion (недоступная ссылка), Feb 2010, Defense News
- «Scorpion Program Expected To Transform French Army — Defense News» (недоступная ссылка), 5 Oct 2009
- «Scorpion: French Army’s modernization program — Sagem», 2009
- «Digital Future Force Emerges», Armed Forces Communications and Electronics Association, September 2008.
- Safran: Sagem created a company dedicated to the Project Scorpion Stock market watch today, November 2011
- Scorpion Program Expected To Transform French Army (недоступная ссылка) — Defense News, 5 Oct 2009
- French Air/Land Operational Bubble Net-Enabled Close-Combat System, 2004, Defense Update — International online defense magazine.

### Проект Скорпион в США
- «XM1100 Scorpion Completes Successful End-to-End Live Fire Testing», Jan 2010, Project Manager Close Combat Systems (PM CCS)
- Northrop Grumman Awarded Contract For SCORPION Unattended Ground Sensor, 31 Mar 2008
- Product Manager for Intelligent Munitions System receives charter, Jan 29, 2007
- «Intelligent Munitions Systems (IMS)» (2006) U.S. Defense Update — Urban warfare special edition (online U.S. Defense magazine)
- «Development of Urban/MOUT Advanced Sensors (UMASS)» (2006) U.S. Defense Update — Urban warfare special edition (online U.S. Defense magazine)
- «Future Combat Systems FCS/UGS» (2006) U.S. Defense Update — Urban warfare special edition (online U.S. Defense magazine)
- «Unattended Ground Sensors» (2006) U.S. Defense Update — Urban warfare special edition (online U.S. Defense magazine)
- «Ground Surveillance Sensors — Augmenting the UGS» (2006) U.S. Defense Update — Urban warfare special edition (online U.S. Defense magazine)
- France Deploys Network-Centric Ground Platform", (U.S.) Armed Forces Communications and Electronics Association, June 2004

### Проект Скорпион в Германии
- «Bundeswehr Marches Into the Future», (U.S.) Armed Forces Communications and Electronics Association, Henry S. Kenyon, November 2004

### Проект Скорпион в Израиле
- Iron Fist Active Protection System (APS), Defense update (US DOD) 2009.

## Правительство
- Programme Scorpion (France) French military acquisitions authority (DGA) — Official webpage
- French military acquisitions programs run under Programme Scorpion — official webpage
- NDIA 2009 Munitions Executive Summit
- U.S. Naval acquisition authority for Project Scorpion (DTIC)